# 元白诗笺证稿
《元白詩箋證稿》是陳寅恪作品，全書八章，約十六萬字。

## 内容
《元白詩箋證稿》一書多論及元稹與白居易之作品，如《长恨歌》与《琵琶行》，其書的特色便是“以诗证史”。例如《盐商妇》一节，書云：“盖唐代扬州为经济繁盛之都市，钜商富贾荟集之处所。江西商人航乘大舟，每年来往于江西淮南之间。……则其娶扬州倡女为外妇或妾，自是寻常之事，此诗人所以往往赋咏之也。”陈寅恪還认为：“《连昌宫词》实深受白乐天、陈鸿《长恨歌》及《传》之影响，合并融化唐代小说之史才诗笔议论为一体而成。”钱锺书曾指出《元白诗笺证稿》中考证杨贵妃是否以处子入宫，太"trivial"（琐碎）。